# Arrondissement Saint-Lô
Das Arrondissement Saint-Lô ist eine französische Verwaltungseinheit im Département Manche innerhalb der Region Normandie. Verwaltungssitz (Präfektur) ist Saint-Lô.

## Wahlkreise
Im Arrondissement liegen sechs Wahlkreise (Kantone):
- Kanton Carentan-les-Marais (mit 5 von 21 Gemeinden)
- Kanton Condé-sur-Vire
- Kanton Pont-Hébert
- Kanton Saint-Lô-1
- Kanton Saint-Lô-2
- Kanton Villedieu-les-Poêles-Rouffigny (mit 20 von 27 Gemeinden)

## Gemeinden
Die Gemeinden des Arrondissements Saint-Lô sind:
| 1. Agneaux (50002)                   | 2. Airel (50004)                           | 3. Amigny (50006)                  | 4. Auvers (50023)                  |
| 5. Baudre (50034)                    | 6. Beaucoudray (50039)                     | 7. Bérigny (50046)                 | 8. Beslon (50048)                  |
| 9. Beuvrigny (50050)                 | 10. Biéville (50054)                       | 11. Bourguenolles (50069)          | 12. Bourgvallées (50546)           |
| 13. Canisy (50095)                   | 14. Carantilly (50098)                     | 15. Carentan-les-Marais (50099)    | 16. Cavigny (50106)                |
| 17. Cerisy-la-Forêt (50110)          | 18. Champrepus (50118)                     | 19. Chérencé-le-Héron (50130)      | 20. Condé-sur-Vire (50139)         |
| 21. Couvains (50148)                 | 22. Dangy (50159)                          | 23. Domjean (50164)                | 24. Fleury (50185)                 |
| 25. Fourneaux (50192)                | 26. Gouvets (50214)                        | 27. Graignes-Mesnil-Angot (50216)  | 28. La Barre-de-Semilly (50032)    |
| 29. La Bloutière (50060)             | 30. La Colombe (50137)                     | 31. La Haye-Bellefond (50234)      | 32. La Lande-d’Airou (50262)       |
| 33. La Luzerne (50283)               | 34. La Meauffe (50297)                     | 35. La Trinité (50607)             | 36. Lamberville (50261)            |
| 37. Le Dézert (50161)                | 38. Le Guislain (50225)                    | 39. Le Lorey (50279)               | 40. Le Mesnil-Amey (50302)         |
| 41. Le Mesnil-Eury (50310)           | 42. Le Mesnil-Rouxelin (50321)             | 43. Le Mesnil-Véneron (50324)      | 44. Le Perron (50398)              |
| 45. Margueray (50291)                | 46. Marigny-le-Lozon (50292)               | 47. Maupertuis (50295)             | 48. Méautis (50298)                |
| 49. Montabot (50334)                 | 50. Montbray (50338)                       | 51. Montrabot (50351)              | 52. Montreuil-sur-Lozon (50352)    |
| 53. Moon-sur-Elle (50356)            | 54. Morigny (50357)                        | 55. Moyon Villages (50363)         | 56. Percy-en-Normandie (50393)     |
| 57. Pont-Hébert (50409)              | 58. Quibou (50420)                         | 59. Rampan (50423)                 | 60. Remilly Les Marais (50431)     |
| 61. Saint-Amand-Villages (50444)     | 62. Saint-André-de-Bohon (50445)           | 63. Saint-André-de-l’Épine (50446) | 64. Saint-Clair-sur-l’Elle (50455) |
| 65. Sainte-Cécile (50453)            | 66. Sainte-Suzanne-sur-Vire (50556)        | 67. Saint-Fromond (50468)          | 68. Saint-Georges-d’Elle (50473)   |
| 69. Saint-Georges-Montcocq (50475)   | 70. Saint-Germain-d’Elle (50476)           | 71. Saint-Gilles (50483)           | 72. Saint-Jean-d’Elle (50492)      |
| 73. Saint-Jean-de-Daye (50488)       | 74. Saint-Jean-de-Savigny (50491)          | 75. Saint-Lô (50502)               | 76. Saint-Louet-sur-Vire (50504)   |
| 77. Saint-Martin-de-Bonfossé (50512) | 78. Saint-Pierre-de-Semilly (50538)        | 79. Saint-Vigor-des-Monts (50563)  | 80. Terre-et-Marais (50564)        |
| 81. Tessy-Bocage (50592)             | 82. Thèreval (50239)                       | 83. Torigny-les-Villes (50601)     | 84. Tribehou (50606)               |
| 85. Villebaudon (50637)              | 86. Villedieu-les-Poêles-Rouffigny (50639) | 87. Villiers-Fossard (50641)       |                                    |

## Neuordnung der Arrondissements 2017

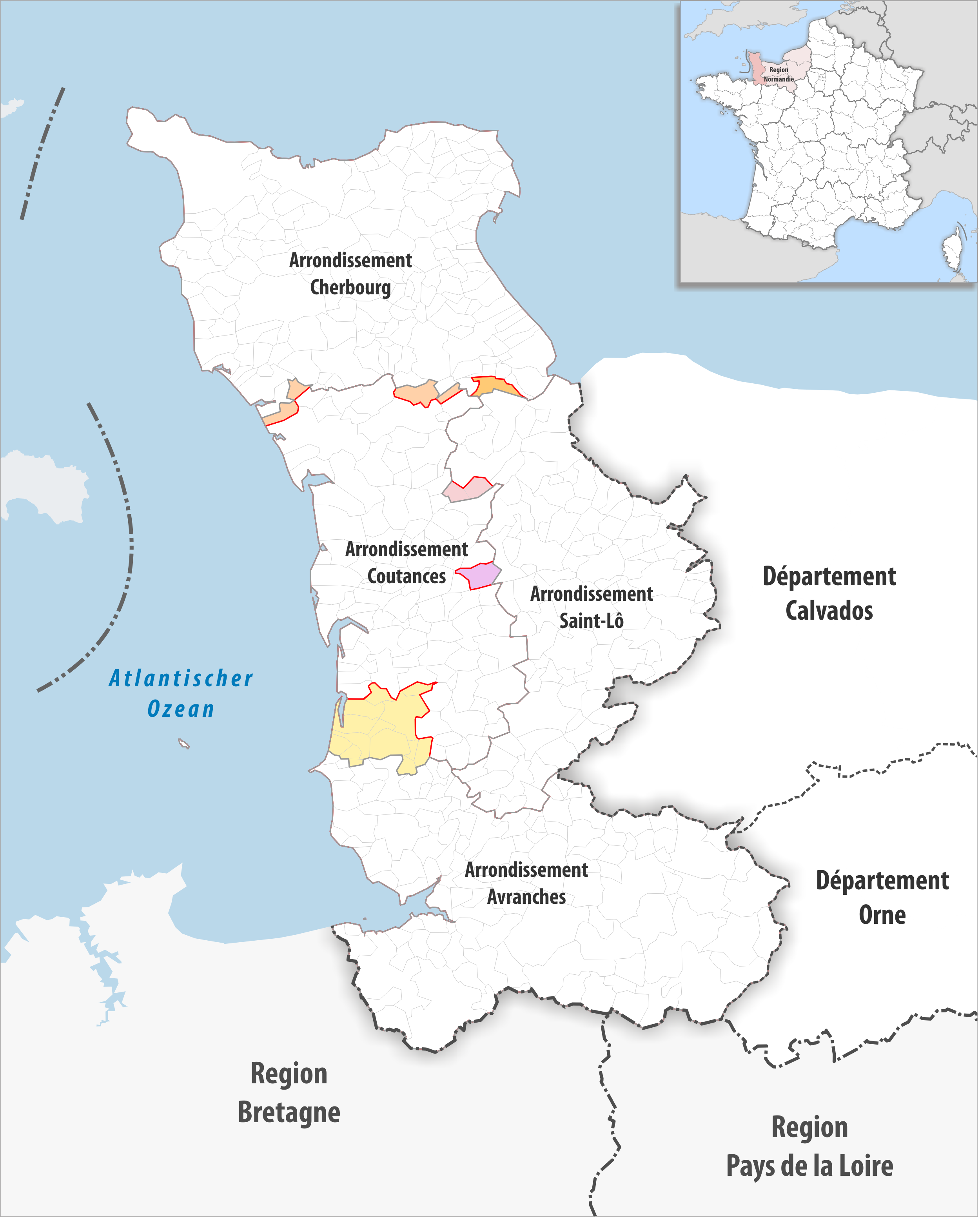
Arrondissementsanpassungen im Jahr 2017

Durch die Neuordnung der Arrondissements im Jahr 2017 wurde aus dem Arrondissement Coutances die Fläche der Gemeinde Le Lorey dem Arrondissement Saint-Lô zugewiesen. Dafür wechselte die Fläche der zwei Gemeinden Auxais und Raids vom Arrondissement Saint-Lô zum Arrondissement Coutances. Die Fläche der zwei ehemaligen Gemeinden Angoville-au-Plain und Houesville wurden vom Arrondissement Cherbourg dem Arrondissement Saint-Lô zugewiesen.

## Ehemalige Gemeinden
bis 2018:
Catz, Le Mesnil-Herman, Montmartin-en-Graignes, Saint-Hilaire-Petitville, Soulles
bis 2017:
Le Hommet-d’Arthenay
bis 2016:
Brévands, Les Champs-de-Losque, Le Mesnil-Vigot, Placy-Montaigu, Remilly-sur-Lozon, Saint-Amand, Saint-Ébremond-de-Bonfossé, Saint-Pellerin, Troisgots, Les Veys
bis 2015:
Brectouville, Carentan, La Chapelle-en-Juger, Le Chefresne, Chevry, Fervaches, Giéville, Guilberville, Gourfaleur, Hébécrevon, Lozon, La Mancellière-sur-Vire, Marigny, Le Mesnil-Opac, Moyon, Notre-Dame-d’Elle, Percy, Précorbin, Rouffigny, Rouxeville, Saint-Côme-du-Mont, Saint-Georges-de-Bohon, Saint-Jean-des-Baisants, Saint-Romphaire, Saint-Samson-de-Bonfossé, Sainteny, Tessy-sur-Vire, Torigni-sur-Vire, Vidouville, Villedieu-les-Poêles